# Muzaffarnagar (stad)
Muzaffarnagar is een stad en gemeente in de Indiase staat Uttar Pradesh. Het is de hoofdstad van het gelijknamige district Muzaffarnagar. De stad ligt ongeveer 120 kilometer ten noordoosten van de metropool Delhi.

## Demografie
Volgens de Indiase volkstelling van 2001 wonen er 316.452 mensen in Muzaffarnagar, waarvan 53% mannelijk en 47% vrouwelijk is. De plaats heeft een alfabetiseringsgraad van 65%.